# Proverbe Bassa
 (octobre 2020).
Un proverbe Bassa est une formule langagière du peuple Bassa contenant une morale, une sagesse populaire ou une vérité d’expérience transcrite dans la tradition orale du peuple Bassa. Ils n'ont pas d'auteurs et font partie du patrimoine linguistique du peuple Bassa. Très anciens, ils se transmettent généralement de génération en génération. Ils servent d'argumentation dans les débats sociétaux.